# Mitsubishi Delica
Mitsubishi Delica — компактный минивэн, производимый японской корпорацией Mitsubishi Motors. Первое поколение появилось в 1968 году. Delica доступна в многочисленных конфигурациях, включая кузова минивэн, мини-автобус, пикап. Разработан на базе пикапа L200, представленного годом ранее и также называвшемся Delica — это слово происходит от английского Delivery car (машина для доставки). Автомобиль известен под разными именами: L300 (позже — L400) в Европе и Новой Зеландии, Express и Star wagon в Японии и Австралии, а также просто Mitsubishi Van и Wagon в США. Также начиная с 4-го поколения известна как Delica Space Gear, и просто Space Gear (в Европе). Последняя версия — Delica D:5.
В Японии название Delica Cargo в 1999—2011 использовалось для Mazda Bongo. Начиная c 2011 под именем Delica D:2 выпускается Suzuki Solio.

## Первое поколение

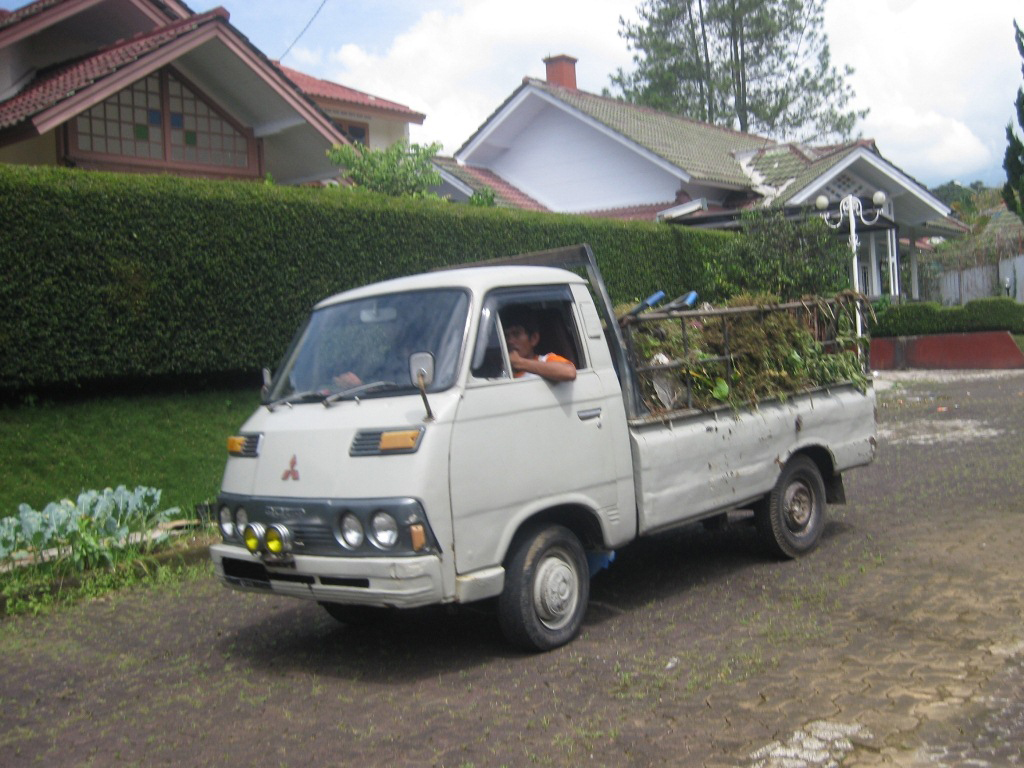
1975-1979 Colt T120, эквивалент Delica 1400 (Индонезия)

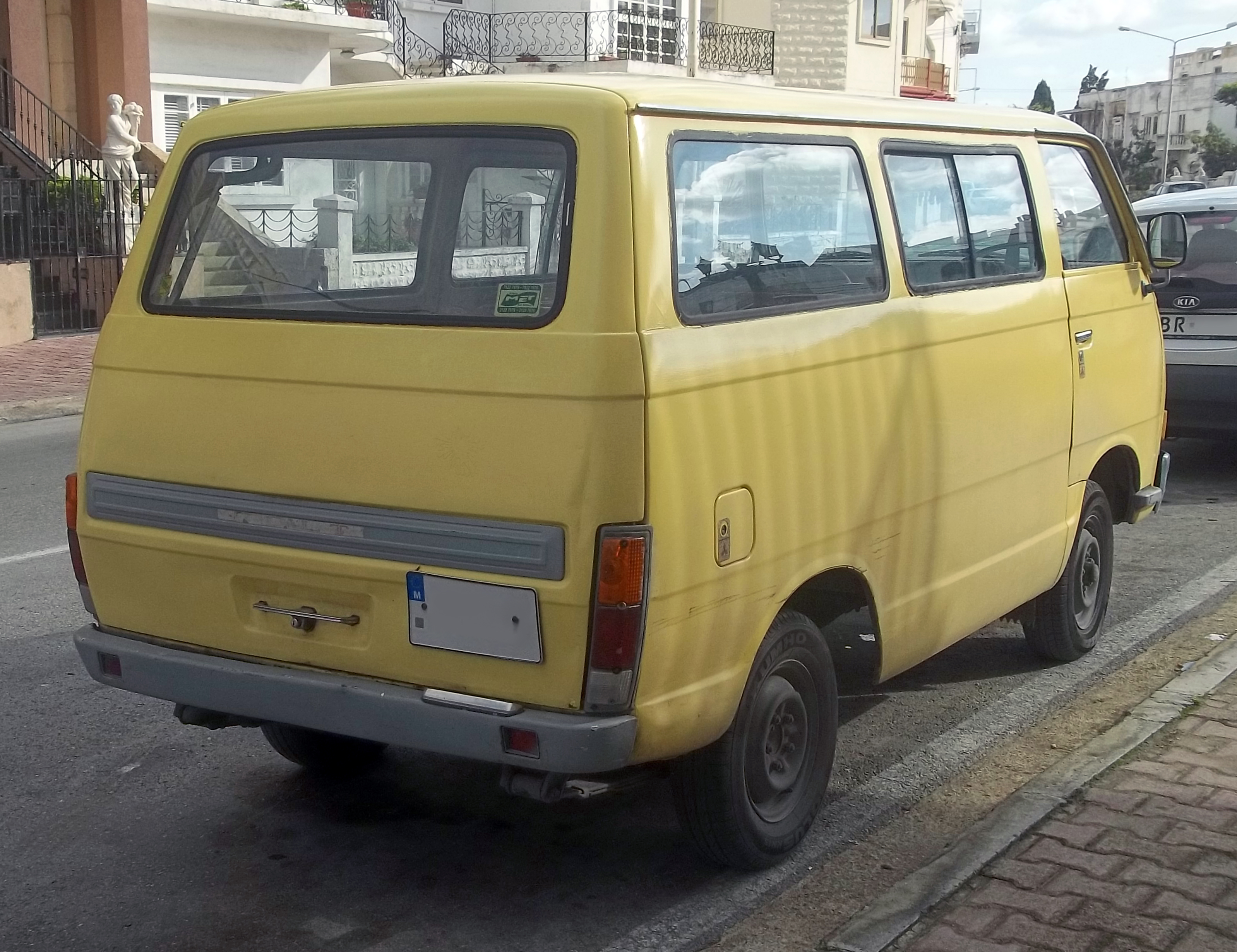
Фургон Late Colt T120 (Мальта)

Производство лёгкого коммерческого пикапа Delica началось в июле 1968 года. Он использовал код шасси T100, в соответствии с недавним (январь 1968) введением «T90» Canter. Устанавливался двигатель KE44 объёмом 1088 куб.см, мощностью 58 л.с. (43 кВт), автомобиль имеет грузоподъёмность в 600 кг и максимальную скорость 115 км/ч. Годом позже, в соответствии с потребностями потребителей, в линейке появились грузовой и пассажирский фургоны. Пассажирский фургон, производство которого продолжалось до 1976 года, назывался Delica Coach и вмещал девять человек на трёх рядах сидений. Двигатель на 1969 год имел мощность 62 л.с. (46 кВт).
В марте 1971 года появилась немного обновлённая версия, названная Delica 75. Она (T120) получила небольшую решётку, вместо голого металла у самой ранней Делики, и новый 1,4-литровый двигатель Neptune (4G41) мощностью 86 л.с. (64 кВт). Малый 1,1-литровый двигатель, возможно, оставался доступным на 600 кг версиях пикапов, но если это и так, то он вскоре исчез совсем.
После изменений в 1974 году, Delica получила новый перед с большим количеством пластиковых элементов и двойными фарами, установленные под штампованной линией. Эта модель известна как «Delica 1400».
На экспортных рынках, этот автомобиль иногда назывался просто Colt T100/T120. Record, греческий производитель сельскохозяйственной техники, был замечен за плагиатом дизайна Delica T120 (например, аналогичное ветровое стекло) для своих грузовиков «GS2000» со стекловолоконным кузовом.

## Второе поколение
Модель второго поколения стала называться Delica Star Wagon для Японского рынка, или L300 Express для Европы и Австралии, или Colt Solar L300 и Versa Van для Индонезии и Филиппин. В кузове микроавтобус выпускалась с 1979 года до 1986, бортовой грузовик выпускался до 1994. В 1987 году компания Hyundai купила лицензию на выпуск бортового грузовика L300 и без изменений выпускала под именем Porter до 1997 года.

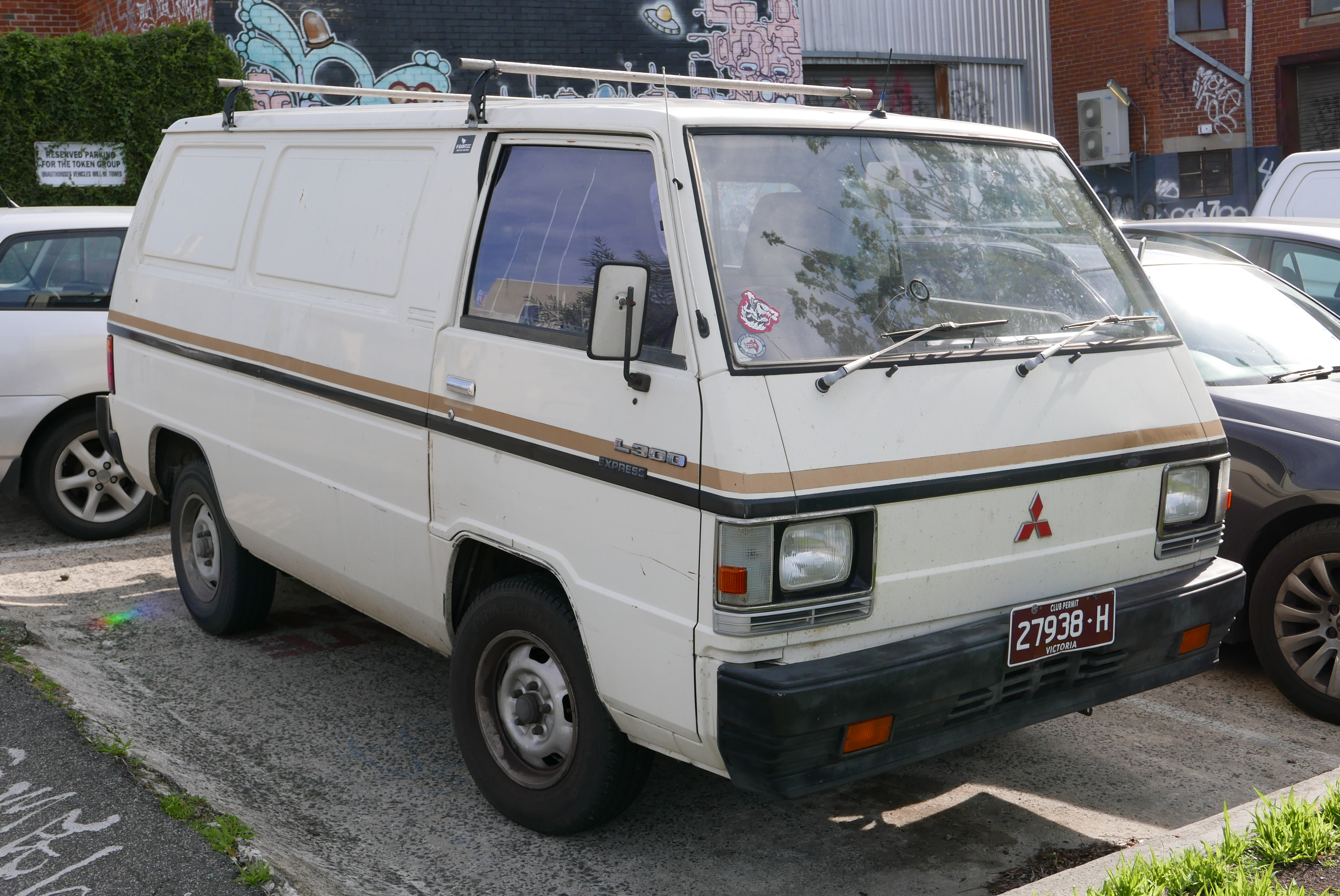
1984-1985 Mitsubishi L300 Express (SD) 2.0 van (2015-07-21) 01

Изначально заднеприводной рамный микроавтобус, Delica стала полноприводной в 1982 году и выпускалась такая модификация до 1983 исключительно для внутреннего рынка, в дальнейшем стала продаваться и на экспорт. Имела основные типы кузова: микроавтобус с низкой или с высокой крышей и короткой базой, также были короткий бортовой грузовик и длинный микроавтобус. Оснащалась бензиновыми карбюраторными двигателями 1.4, 1.6, 1.8, 2.0, (серии 4G3* и 4G6*) и дизельным атмосферным или с турбонаддувом 2.3 (4D55) (до 1986 года, после стал ставиться дизельный двигатель 2.5). Задняя подвеска рессорная, передняя подвеска торсионная на двух V-образных рычагах. Комплектовалась МКП-4 и МКП-5, а также АКП-3. Полный привод реализован трансмиссией типа Part-time.
Дважды переживала рестайлинг: в 1982 году - у машин для японского рынка фары круглые поменяли на квадратные, сменили планку фальшрадиаторной решётки, в салоне появился пластик на стойках вокруг стёкол, появилась аудиосистема с караоке. В 1986 году - на грузовике изменена фальшрадиаторная решётка и передние поворотники, руль, приборная панель.
Компоновка: второе поколение стало среднемоторным рамным однообъёмным микроавтобусом(грузовиком), двигатель располагался внутри колёсной базы - среднемоторная компоновка с передним расположением мотора.

## Третье поколение
В 1986 году увидело свет третье поколение Mitsubishi Delica Star Wagon (название для японского, австралийского, тайваньского рынка). В Европе, Африке и Арабских Эмиратах модель стала продаваться под именем L300, в Америке Mitsubishi Van или Wagon. Продажи в Японии прекращены в 2004 году, в Европе в 2014 году, на Филиппинах производилась с 2000 года, в Китае на заводе CMC (China Motor Corp. - лицензионные мицубиси для Китая) производились и продавались до 2017 года бензиновые полноприводные и заднеприводные варианты с левым рулём. В Китае производилась и в 2018 году внешне изменённая (оптика, накладки пластика, панель передка, панель 5-й двери) заднеприводная версия под именем Southeast Delica. В Турции и в 2016 продавались новые дизельные L300 с задним приводом в вариантах пассажирский и грузовой микроавтобусы. 
В 1987 году лицензию на производство заднеприводного варианта модели L300 купила корейская компания Hyundai и стала выпускать под собственным именем H100 Grace - без изменений до 1993 года, после проведя глубокий рестайлинг, оставив без изменений пожалуй только двигатель, трансмиссию и подвеску. В 1997 году увидел свет бортовой грузовик H100/Porter на базе третьего поколения Delica (ранее компания Hyundai выпускала грузовик на базе второго поколения Delica) который в дальнейшем стал производиться в России под маркой ТАГАЗ Porter. Также модель мелкосерийно производилась в Индии, на Филиппинах.
За 20 с хвостиком лет жизни Delica Star Wagon дважды переживала рестайлинг. В августе 1990 года изменена головная оптика, молдинги по кузову, появилась подсветка надписи DELICA на задней двери, изменены боковые стёкла пассажирского салона — вместо сдвижных окон появились сплошные, изменилась заводская дуга безопасности "кенгурятник". В сентябре 1997 года изменён передний бампер, в связи с этим изменили нижнюю часть фальшрадиаторной решётки и "ресничек" под фарами, так как в бампере (который кстати перекочевал с Европейской версии L300 с изменениями ноября 1990 года) остались только поворотники, противотуманные фары стали устанавливаться в нижней части бампера, стали вклеивать лобовое стекло.
L300 грузовая версия для Европейского рынка — один раз прошла рестайлинг (с 1997 года некоторые машины стали штатно оснащаться ABS и примерно тогда же изменены сиденья и ремни безопасности, в 2000 году изменена головная оптика и передний бампер, стали ставиться подушки безопасности).
Модель оснащалась четырьмя бензиновыми и одним дизельным двигателем, были модификации с подключаемым передним приводом, имела шесть основных типов кузовов: низкая крыша+короткая база, высокая крыша+короткая база, низкая крыша+длинная база, высокая крыша+длинная база, высокая крыша+супер длинная база, бортовой грузовик. Примечательно что для Европы большинство машин поставлялось с карбюраторным бензиновым или с атмосферным дизельным двигателями, в то время как для внутреннего рынка Японии, Северной Америки, Австралии машины оборудовались инжекторными бензиновыми или турбодизельными двигателями.
Delica/L300 имела порядка 40 комплектаций всего, могла быть как грузовой грузоподъёмностью от 650 до 1200 кг, 2-3-5-6 местной так и пассажирской 5-7-8-9-12-16 местной. Для Европы в основном это были DX(Cargo в Японии) — грузовой или грузопассажирский цельнометаллический или остеклённый фургон, GL(та же Cargo), GLX(Chamonix, Jasper, Active world и т.д. в Японии) — пассажирский микроавтобус 8+ мест, реже на экспортных рынках встречалась GLS или "COSMOS"(Exceed, Super Exceed в Японии) — пассажирский микроавтобус «люкс» до 7 мест, со стеклянной панорамной крышей. Версия Exceed, Super Exceed на внутри японском рынке до 1991 была доступна с выбором опций: никелированные зеркала и дуги, холодильник, автоматические муфты свободного хода (хабы).
Двигатели ставились серий: «Сатурн» объёмом 1.4(4G33) 1.6(4G32), «Сириус» 2.0(4G63) 2.4 (4G64), «Циклон» дизель 2.5(4D56). Двигатели серии "Сатурн" достались в наследство от предыдущего поколения L300 — ставились только на заднеприводные версии и были карбюраторными. Двигатели серии "Сириус"(карбюраторные и инжекторные) и серии "Циклон" ставились на заднеприводные и на полноприводные версии.
Трансмиссия и подвеска: мод. DX оснащались только МКП-4 или МКП-5, все остальные модификации могли быть оснащены МКП-5 или АКП-4. Некоторая часть полноприводных моделей комплектовалась задним мостом с самоблокирующимся дифференциалом LSD (Limited Slip Differential), также такой дифференциал ставился на заднеприводные модификации, но крайне редко. Задняя подвеска рессорная, передняя подвеска торсионная (встречается пружинная, только в кузове бортовой грузовик производства Японии и с 2006 года на а/м китайского производства) на I-образных и V-образных рычагах на заднеприводных моделях и двух V-образных рычагах на полноприводных моделях.
Компоновка: третье поколение стало среднемоторным однообъёмным микроавтобусом с несущим кузовом (или рамным грузовиком). двигатель располагался внутри колёсной базы - компоновка среднемоторная с передним расположением мотора. Версия кузова микроавтобус была с "интегрированной рамой", по сути та же рама только несъёмная от основы кузова, и в версии грузовик она же использовалась без изменений как отдельная рама. 

### Безопасность
По методике ANCAP автомобиль получил только 1 звезду:
| ANCAP                                                     |                    |      |
| · 8,49 · общий рейтинг                                    |                    |      |
| Рейтинги                                                  | Фронтальный удар   | 1,34 |
| Рейтинги                                                  | Боковой удар       | 16   |
| Рейтинги                                                  | Ремни безопасности | 0    |
| Протестированная модель: Mitsubishi Express / L300 (2007) |                    |      |

Одна звезда, хотя производитель во время рестайлингов работал над системами активной и пассивной безопасности: произведено усиление кузовных панелей (в 1991-1992 годах изменены внутренние усилители боковых дверей) и установка подушек безопасности, системы АБС, увеличение бамперного усилителя - это произошло совместно с удалением заводской дуги безопасности "кенгурятника" при рестайлинге для машин внутреннего рынка в 1997. Для европейских версий увеличение бамперного усилителя произошло в период 1991-1992. Что интересно: несмотря на внесение изменений в силовую структуру передней части кузова и утяжеления дверей, считаются более крепкими "по железу" машины до внесения изменений.

## Четвёртое поколение

### 1994—1996
Выпущенная 12 мая 1994 машина нового поколения Delica получила более аэродинамический кузов. Грузовая модель этого поколения называлась Delica Cargo ,оснащалась 2,5-литровым турбо/атмо-дизелем 4D56, доставшимся от третьего поколения, иногда немного модернизированным, на ней была рессорная задняя подвеска и только два ряда сидений, причём задний складывался и убирался, также на ней устанавливалась раздаточная коробка Part Time без межосевого дифференциала как на третьем поколении, Пассажирская версия на японском рынке теперь называлась Delica Space Gear.
На Delica Space Gear ставились турбированные дизельные двигатели 4D56 объёмом 2.5 л. и 4M40 объёмом 2.8 л., или бензиновые 4G63 объёмом 2.0 л, 4G64 объёмом 2.4 л. и 6G72 объёмом 3 л. Причём 2.4, 2.5, 2.8, 3.0 литровые моторы доступны в вариантах с полным приводом и 2.0, 2.4, 2.5 литровые с задним приводом.

### 1997—2005
В 1997 году был произведён рестайлинг, были изменены формы капота, передних крыльев и оптики. Появились несколько моделей передних бамперов без дуг безопасности. Двигатель 4М40 получил электронное управление двигателем EFI, что повысило мощность с 125 л.с. до 140 л.с и снизило надёжность топливного насоса. Стала устанавливаться другая автоматическая КПП с электронным управлением. Появился кожаный салон Chamonix в заводской комплектации, воздушные подушки безопасности для переднего пассажира (до этого подушки были доступны как опция только для водителя).   
По-прежнему были доступны три варианта салона:  
- Грузопассажирский пятиместный с двумя рядами сидений, где задний ряд был складной,
- Пассажирский восьмиместный с тремя рядами сидений где среднее сиденье сплошное с откидным боковым сиденьем (средний ряд складывался, раскладывался.
- Пассажирский семиместный с тремя рядами сидений, где средний ряд представлял собой два раздельных комфортабельных кресла, которые по отдельности складывались, раскладывались и вращались на 360 градусов.

Коммерческая версия четвёртого поколения, поставляемая на экспорт, называлась Mitsubishi L400, в то время как пассажирская — Mitsubishi Space Gear — без использования слова Delica.
Компоновка: четвёртое поколение стало переднемоторным двухобъёмным микроавтобусом с несущим кузовом (или рамным грузовиком). двигатель располагался снаружи колёсной базы. Версия кузова микроавтобус была с "интегрированной рамой" как и в третьем поколении, и в версии грузовик она же использовалась без изменений как отдельная рама.

## Пятое поколение
| Двигатель:           | 2,4                                               | 2,4                                               | 2,8 TD                                      | 2,8 TD                                      | 2,5 TD                                      | 2,5 TD                                      | 3,0                                                  |                                                      |
| Тип:                 | 4G64                                              | 4G64                                              | 4M40                                        | 4M40                                        | 4D56                                        | 4D56                                        | 6G72                                                 |                                                      |
| Цилиндры:            | 4 цилиндра в один ряд, 2 или 4 клапана на цилиндр | 4 цилиндра в один ряд, 2 или 4 клапана на цилиндр | 4 цилиндра в один ряд, 2 клапана на цилиндр | 4 цилиндра в один ряд, 2 клапана на цилиндр | 4 цилиндра в один ряд, 2 клапана на цилиндр | 4 цилиндра в один ряд, 2 клапана на цилиндр | 6 цилиндров, V-образный, 2, или 4 клапана на цилиндр | 6 цилиндров, V-образный, 2, или 4 клапана на цилиндр |
| Рабочий объём:       | 2350 см³                                          | 2350 см³                                          | 2835 см³                                    | 2835 см³                                    | 2476 см³                                    | 2476 см³                                    | 2972 см³                                             | 2972 см³                                             |
| Мощность:            | 107 кВт (145 л.с.) при 5500 мин−1                 | 107 кВт (145 л.с.) при 5500 мин−1                 | 103 kW (140 л.с.) при 4000 мин−1            | 103 kW (140 л.с.) при 4000 мин−1            | 77 кВт (105 л.с.) при 4200 мин−1            | 77 кВт (105 л.с.) при 4200 мин−1            | 136 кВт (185 л.с) при 5500 мин−1                     |                                                      |
| Момент силы:         | 206 Н·м при 2750 мин−1                            | 206 Н·м при 2750 мин−1                            | 314 Н·м при 2000 мин−1                      | 314 Н·м при 2000 мин−1                      | 240 Н·м при 2000 мин−1                      | 240 Н·м при 2000 мин−1                      | 265 Н·м при 4500 мин−1                               |                                                      |
| Коробка передач      | Механическая 5x                                   | Автоматическая 4x                                 | Механическая 5x                             | Автоматическая 4x                           | Механическая 5x                             | Автоматическая 4x                           | Автоматическая 4x                                    |                                                      |
| Собственный вес:     | 1610 кг                                           | 1660 кг                                           | 2000 кг                                     | 2070 кг                                     | 1710 кг                                     | 1700 кг                                     | 2020 кг                                              |                                                      |
| Расход, город:       | 12 л/100 км                                       | 13,5 л/100 км                                     | 7,4 л/100 км                                | 8,5 л/100 км                                | 5,7 л/100 км                                | 7,6 л/100 км                                | 14-15 л/100 км                                       |                                                      |
| Расход, вне города : | 8,5 л/100 км                                      | 9 л/100 км                                        | 6 л/100 км                                  | 6,3 л/100 км                                | 5,2 л/100 км                                | 6,1 л/100 км                                | 10 л/100 км                                          |                                                      |

## Объём производства
| Год  | Япония  | Филиппины | Тайвань | Китай  |
| ---- | ------- | --------- | ------- | ------ |
| 1995 | 109 930 | n/a       | n/a     |        |
| 1996 | 88 978  | n/a       | n/a     |        |
| 1997 | 69 495  | n/a       | n/a     |        |
| 1998 | 34 614  | n/a       | n/a     |        |
| 1999 | 17,758  | n/a       | n/a     |        |
| 2000 | 28 242  | 2918*     | 8125    |        |
| 2001 | 12 965  | 2079*     | 5133    | 690    |
| 2002 | 17 456  | 2925*     | 4192    | 600    |
| 2003 | 13 011  | 3529*     | 5166    | 13 710 |
| 2004 | 16 432  | 2826*     | 3862    | 16 074 |
| 2005 | 16 444  | 3685*     | 2315    | 5960   |
| 2006 | 16 041  | 3992*     | 1160    | -      |
| 2007 | 14 824  | 4580*     | 1115    | -      |

* Только L300.
(Источники: Facts & Figures 2000, Facts & Figures 2005, Facts & Figures 2008, Facts & Figures 2010 Mitsubishi Motors website)